# Баллъпънар (вилает Балъкесир)
Баллъпънар (на турски: Ballıpınar) е село в околия Ердек, вилает Балъкесир, Турция. Разположено на 0 – 10 метра надморска височина. Населението му през 2010 г. е 481 души, основно българи – мюсюлмани (помаци), преселили се през от село 1924 г. от село Кокала, близо до град Кавала (дн. Гърция).